# نهر بارنيبا
نهر بارنَيبا ( (بالبرتغالية: Rio Parnaíba‏) ) هو نهر في البرازيل ، والذي يشكل الحدود بين ولايتي مارانهاو وبياوي. مسارها الرئيسي هو 1,400 كيلومتر (870 ميل) بالطول وحوض نهر 344,112 كيلومتر مربع (132,862 ميل2) يغطي 344,112 كيلومتر مربع (132,862 ميل2) . يرتفع نهر بارنيبا في سلسلة تشابادا داس مانجابيراس، ويتدفق شمالًا شرقًا ليفرغ في المحيط الأطلسي، كونه أطول نهر يقع بالكامل داخل المنطقة الشمالية الشرقية للبرازيل. يتم فصل المناطق الوسطى والعليا من هذا النهر عن طريق الشلالات، ولكنها قابلة للملاحة. 

## علم البيئة
يُعتبر ثراء أنواع الأسماك في حوض نهر بارنيبا فقيرًا، ولكن تم دحض ذلك من خلال الدراسات الاستقصائية الأخيرة، التي سجلت حوالي 140 نوعًا محليًا (بما في ذلك العديد من الأنواع التي لا تزال غير موصوفة) وحوالي 40٪ منها مستوطنة. أحد الأنواع المتوطنة في الحوض هو الراي اللاسع في المياه العذبة (Potamotrygon signata) . أكثر من 70٪ من أنواع الأسماك في الحوض هي أعضاء إما من كراسين أو سلوريات الشكل. لم يتم بعد مسح الحيوانات في منابع المياه بدقة. بالإضافة إلى السكان الأصليين، هناك سبعة أنواع من الأسماك في الحوض.
دلتا النهر محمية بمساحة 313800 هكتار (775000 فدان) منطقة دلتا دو بارنيبا لحماية البيئة، التي تم إنشاؤها في عام 1996. تحتوي دلتا النهر على أكشاك كبيرة من أشجار الأيكة الساحلية، بالإضافة إلى الكثبان الرملية والشواطئ والمستنقعات والموائل الأخرى. تعتبر الدلتا منطقة طيور مهمة وهي موطن لأنواع مثل أبو منجل القرمزي (Eudocimus ruber) وصقر السلطعون الأحمر(Buteogallus aequinoctialis).
نوعان من السلاحف المائية متوطنان في المنطقة العامة، سُلحفاة مارانهاو (Trachemys adiutrix) الموجود في الدلتا والسلاحف ذات العنق الجانبي (Mesoclemmys perplexa) الموجودة في الداخل، ولكن لا يقتصر أي منهما تمامًا على حوض نهر بارنيبا.